# Bernard Bourdin
Ceslas Bourdin
Pour les articles homonymes, voir Bourdin.
Bernard Bourdin est un prêtre, religieux, théologien, historien des idées et philosophe politique français. Il appartient à l'ordre des Prêcheurs.

## Biographie
Né le 17 août 1959, Bernard Bourdin se convertit au catholicisme à l'âge de 19 ans, après avoir lu L'Évangile au risque de la psychanalyse de Françoise Dolto et Gérard Sévérin.
Après avoir entamé des études de psychologie, il entre en 1985 dans l'ordre des Prêcheurs avec le nom en religion de « frère Ceslas ». Alors frère étudiant, il fréquente les dominicains ouvriers d'Hellemmes. Sa période de formation au sein de l'Ordre se conclut par une maîtrise en théologie (1992), un diplôme d'études approfondies en histoire (1994), et son ordination presbytérale[Quand ?].
Il présente en 2000 une thèse de doctorat en histoire des religions et est nommé maître de conférences à l'Institut catholique de Lille. Habilité à diriger des recherches en 2006, il devient professeur à l'université de Metz l'année suivante.
Ayant soutenu en 2014 une deuxième thèse, cette fois en philosophie, il passe alors à l'Institut catholique de Paris.
Président des Amici Thomae Mori jusqu'en 2015, il se consacre notamment à la « refondation » de la revue Moreana à partir de 2006. Il figure en parallèle au comité de la Revue des sciences philosophiques et théologiques.
En 2011, il prend la direction du Centre d'études du Saulchoir, à la suite de Guy Bedouelle. Il est nommé en 2019 directeur du foyer du Bienheureux-Pierre-Claverie, foyer d'étudiants sis au sein du couvent Saint-Jacques. Il demeure à sa tête jusqu'en 2024.
En 2021, il est élu à l'Académie catholique de France, dans la section Philosophie et théologie.

## Travaux
Outre ses travaux universitaires, il a consacré diverses monographies au rapport entre le christianisme et le fait politique.
La Genèse théologico-politique de l'État moderne, reprenant sa première thèse, se propose d'interroger un moment-clé de la genèse de la modernité, la controverse entre Jacques Ier d'Angleterre et le cardinal Robert Bellarmin.
La Médiation chrétienne en question (2009) prolonge son précédent livre, affirmant de façon plus générale « la détermination du théologique sur le politique ». Regrettant un « titre quelque peu sybillin », Jean-Louis Schlegel y voit en effet « introduction beaucoup plus large et fondamentale » au « théologico-politique ».
Dans Le Christianisme et la question du théologico-politique (2015), il recourt à l'histoire des idées sur le temps long (jusqu'à la philosophie politique contemporaine) et aux « catégories théologiques du christianisme » pour analyser la fondation de la modernité, tout en maintenant la visée eschatologique de la théologie politique. Commentant l'ouvrage, Vincent Petit le qualifie de « véritable summa ».
Souveraineté, nation, religion : dilemme ou réconciliation ? (2017) propose un dialogue avec Bertrand Renouvin et Jacques Sapir sur les enjeux religieux de la souveraineté nationale.
Catholiques : des citoyens à part entière ? vient en 2021 compléter sa réflexion sur le mode de l'essai : affirmant la difficulté pour les chrétiens de trouver leur place dans la vie politique, mais en même temps la possibilité d'une proposition politique chrétienne apportant notamment une dimension de pardon, il promeut le concept de « citoyen chrétien ». L'année suivante, avec Philippe d'Iribarne, il se penche sur le problème de l'idée nationale ; influencé par la pensée de Marcel Gauchet, il s'attache à montrer l'intérêt et même la nécessité de la nation.

## Ouvrages
- La Genèse théologico-politique de l'État moderne : la controverse de Jacques Ier d'Angleterre avec le cardinal Bellarmin, Paris, Presses universitaires de France, 2004  (ISBN 2-13-052937-2) (lire en ligne)  — traduit en anglais.
- La Médiation chrétienne en question : les jeux de Léviathan, Paris, Le Cerf, 2009  (ISBN 978-2-204-08825-1).
- Dir. avec Jean-Luc Blaquart, Théologie et Politique : une relation ambivalente : origine et actualisation d'un problème, Paris, L'Harmattan, 2009  (ISBN 978-2-296-08555-8).
- Dir. avec Jacques Fantino, Les Figures de l'ancêtre, entre quête d'identité et souci de légitimité, université de Metz, 2012  (ISBN 978-2-917403-25-9).
- Le Christianisme et la question du théologico-politique (préf. Philippe Capelle-Dumont), Le Cerf, 2015  (ISBN 978-2-204-10608-5).
- Avec Bertrand Renouvin et Jacques Sapir, Souveraineté, nation, religion : dilemme ou réconciliation ?, Le Cerf, 2017  (ISBN 978-2-204-12110-1).
- Catholiques : des citoyens à part entière ?, Le Cerf, 2021  (ISBN 978-2-204-14600-5).
- Avec Philippe d'Iribarne, La Nation : une ressource d'avenir, Perpignan, Artège, 2022  (ISBN 979-10-336-1265-0).
- Le chrétien peut-il aussi être citoyen ?, Le Cerf, 2023  (ISBN 978-2-2041-4368-4).
- Dir. avec Patrice Gueniffey et Catherine Maire, Le Gallicanisme : une singularité française ?, Le Cerf, 2023  (ISBN 978-2-204-15986-9).
- Dir., Dieu et dé-coïncidence, Le Cerf, 2025  (ISBN 978-2-2041-6788-8).

### Éditions
- Un supplément d'âme : textes de 1947 à 1983 (postface Jean-Paul Durand), Le Cerf, 1998 (présentation en ligne)  — anthologie d'articles parus dans la Revue d'éthique et de théologie morale.
- Jacques VI d'Écosse, (en) The True Law of Free Monarchies (en), Montpellier, Presses universitaires de la Méditerranée, 2008 (ISBN 978-2-84269-839-3).
- Carl Schmitt (préf. Jean-François Kervégan, trad. André Dorémus),  La Visibilité de l'Église ; Catholicisme romain et forme politique ; Donoso Cortés : quatre essais, Le Cerf, 2011  (ISBN 978-2-204-08864-0).
- Jacques Ier, Triplici nodo, triplex cuneus ou Apologie pour le serment de fidélité, PULM, 2014 (lire en ligne)  (ISBN 978-2-36781-044-7).
- Erik Peterson et Carl Schmitt, Théologie et politique : la controverse, Le Cerf, 2021  (ISBN 978-2-204-13989-2).